# Famille de Barrigue
La famille de Barrigue est une famille subsistante de la noblesse française, originaire de Marseille (Provence). Elle comprend deux branches anoblies en 1714 et 1702 ; les  « Barrigue de Fontainieu » et les « Barrigue de Montvalon » (ou « Montvallon »).

## Histoire
Henri Gourdon de Genouillac fait descendre cette famille de la famille portugaise de Barriga dont des membres se réfugièrent en France vers 1590. Il écrit : « Gérard de Barriga eut deux fils Amiel et Mathieu de Barriga qui vinrent s’établir en Provence  et y ont fourni deux branches ».
Gustave Chaix d'Est-Ange écrit que la famille de Barrigue descend de Gérard Barrigue, fixé à Marseille au début du XVIIe siècle. Quand les descendants de celui-ci, après s'être enrichis dans le commerce, eurent été anoblis par leurs charges, des historiens voulurent les rattacher à une famille Barrigue ou Barriga qui avait appartenu à la noblesse du Portugal. Il donne pour auteur de cette famille Gérard Barrigue qui laissa deux fils, Amiel et Mathieu Barrigue, négociants à Marseille, auteurs de deux branches dites de Fontainieu et de Montvallon.
Sur l'origine de cette famille, Raoul Busquet, historien de Marseille et de la Provence, écrit : « Comme beaucoup de familles d'origine modeste arrivées un peu tard à une situation brillante, les Barrigue ont voulu se donner des aïeux et ont fait remonter leur lignée à des hommes de guerre de Portugal. Ils descendaient en réalité de Gérard Barrigue, marchand drapier de Marseille. De l'ainé des fils de Gérard, Amiel, qui continua le négoce de son père, est issue la branche dite de Fontainieu. Le cadet des fils de Gérard, Mathieu, échevin de Marseille en 1678, eut pour fils Honoré qui s'anoblit en achetant en 1702 une charge de secrétaire du roi. ».
Il existe différentes mentions sur l'accession à la noblesse de cette famille :
- Selon Gustave Chaix d'Est-Ange[2] :
  - Branche de Fontainieu : Gérard-Hilaire Barrigue et Ignace-Amiel de Barrigue de Fontainieu furent anoblis par l'acquisition d'une charge de secrétaire du roi.
  - Branche de Montvalon : Honoré Barrigue, seigneur de Montvalon, acheta la charge anoblissante de secrétaire du roi, contrôleur en la chancellerie près le parlement d'Aix en 1702 ; il fut père d'André de Barrigue, seigneur de Montvallon, reçu en 1702 conseiller au parlement de Provence et grand-père d'Honoré de Barrigue, seigneur de Montvallon, qui succéda dans la charge de son père en 1729
- Régis Valette mentionne deux secrétaires du roi 1702 et 1714[4].
- Selon E. de Séréville et F. de Saint-Simon, la branche de Fontainieu fut anoblie par charge de secrétaire du roi en 1714. Elle reçut des lettres d'honneur en 1742 et fut confirmée noble en 1771 par le paiement d'une taxe de 6 000 livres ordonnée par l'édit d'avril 1771. La branche de Montvalon fut anoblie par charge de secrétaire du roi en 1702[5].

Cette famille a été admise à l'ANF en 2001.

## Branches
La famille de Barrigue a formé deux branches : la branche ainée « (de) Barrigue de Fontainieu » et la branche cadette « (de) Barrigue de Montvalon (ou Montvallon) ».

### Branche cadette
André Barrigue, sieur de Montvallon, reçu le 24 novembre 1702 en la charge de François de Villeneuve, né à Marseille le 4 mars 1678, fils d'Honoré (secrétaire du roi) et de Claire de La Garde, époux de Thérèse-Darie de Boyer d'Eguilles (fille de Jean-Baptiste, conseiller en la Cour, et de Marie Surleau), fut enseveli à Montvallon le 19 janvier 1769.

## Personnalités

### Branche de Fontainieu
- Prosper Barrigue de Fontainieu (1760-1850), officier de marine, peintre paysagiste

### Branche de Montvallon
- Serge Paul Marie de Barrigue de Montvalon (1893-1970) épouse Madeleine Champavère (1895-1962)[8], dont :
  - Robert de Barrigue de Montvallon, dit Robert de Montvalon (1920-2001), médecin puis journaliste à Témoignage chrétien ;
    - Dominique de Barrigue de Montvallon, dit Dominique de Montvalon (1947), journaliste et éditorialiste ;
    - Jean-Baptiste de Barrigue de Montvallon, dit Jean-Baptiste de Montvalon (1965), journaliste politique au Monde ;

  - Pierre de Barrigue de Montvallon, dit Piem (1923-2020), dessinateur. Il épouse en 1947 Élisabeth Lefebvre. De ce mariage, naissent six enfants, dont[8] :
    - Thierry de Barrigue de Montvallon, dit Barrigue (1950), dessinateur humoristique

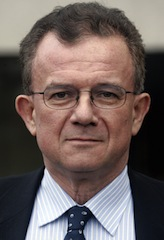
Dominique de Montvalon
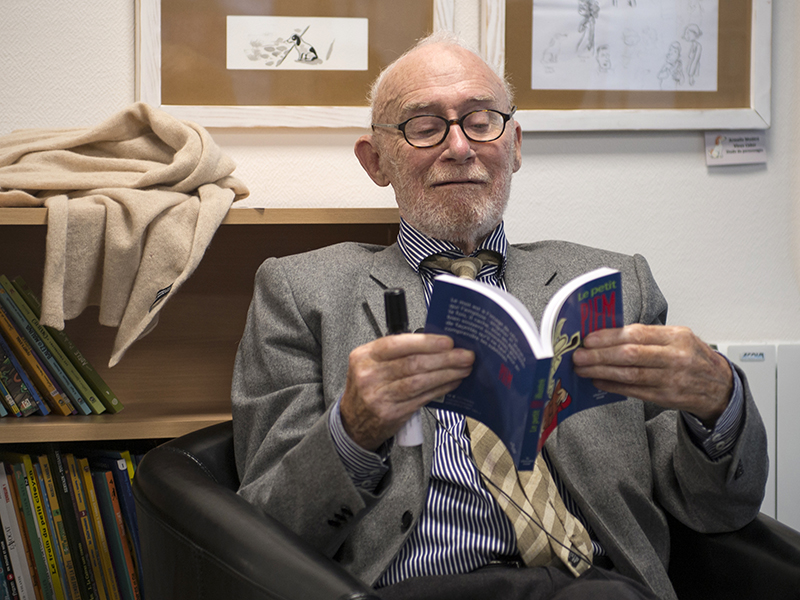
Piem en 2016 à Blois
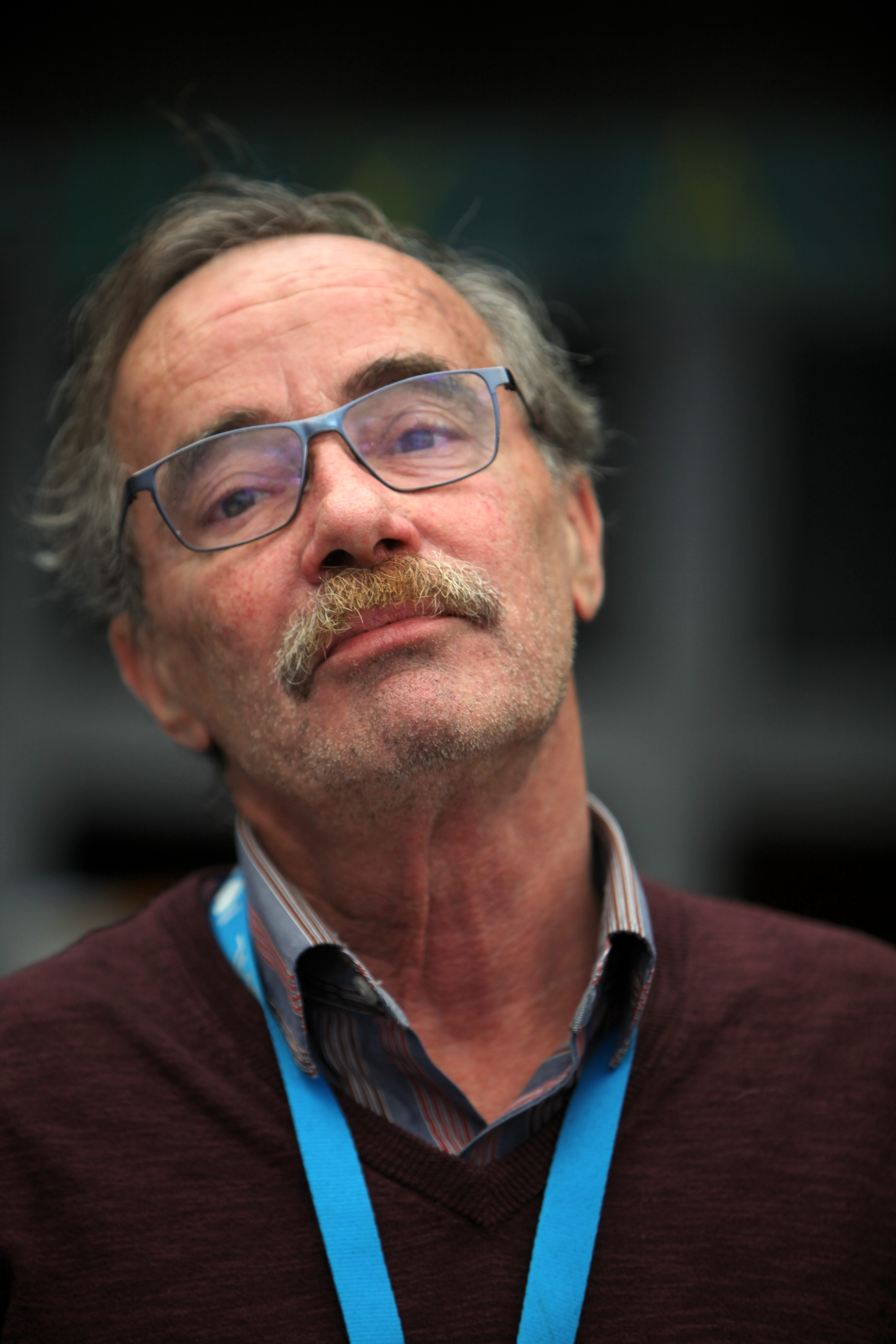
Barrigue

## Possessions
- Montvalon[n 1]

## Armes et devise
- Armes du XVIIe siècle : D'argent au chevron d'azur accompagné de trois barriques de sinople[n 2]
- Armes du XVIIIe siècle : De gueules à une tour d'argent arborant à dextre l'étendard de l'ordre du Christ et soutenue d'une mer d'argent[4]
- Supports : deux dragons
- Devise : Non humanis viribus sed Christi numine beneficio parta